# Legionella w Jaśle (2025)
Trwa dyskusja nad usunięciem tego artykułu, kliknij i weź w niej udział.
Zasugerowano, aby zintegrować ten artykuł z artykułem Wikipedysta:Wolczyk66/Epidemia legionelli w województwie podkarpackim. Nie opisano powodu propozycji integracji.
Legionella na Podkarpaciu - odnotowany i potwierdzony przypadek wykrycia podwyższonego stężenia bakterii Legionella w Szpitalu Specjalistycznym w Jaśle. Według informacji z Sanepidu próbka z instalacji wodnej przekroczyła dopuszczalne normy. Po otrzymaniu wyników sanepid wydał decyzję o rygorze natychmiastowej wykonalności, a szpital rozpoczął działania naprawcze. Dezynfekowana była cała instalacja wody ciepłej, zaplanowano też wymianę części perlatorów, a z użytku wyłączono niektóre prysznice.
Sanepid poinformował, że na 4 kwietnia zaplanowano dodatkowe badanie wody, żeby sprawdzić, czy dezynfekcja i czyszczenie sieci przyniosło skutek.
Dyrektorka placówki podała też informację: Dokonaliśmy czyszczenia instalacji sieci wody ciepłej, prowadzona jest dezynfekcja termiczna całej instalacji, dodatkowo wymieniono część perlatorów, zdjęliśmy słuchawki prysznicowe, żeby zmniejszyć ryzyko zakażenia.